# Chris Hinton
Christopher Jarrod Hinton (* 31. Juli 1961 in Chicago, Illinois) ist ein ehemaliger US-amerikanischer American-Football-Spieler auf der Position des Offensive Tackles. Er spielte in seiner Karriere bei den Indianapolis Colts, den Atlanta Falcons und den Minnesota Vikings in der National Football League.

## Frühe Jahre
Hinton ging in seiner Geburtsstadt Chicago auf die High School. Ab 1980 besuchte er die Northwestern University, wo er für das Collegefootballteam zunächst auf der Position des Tight Ends spielte. Erst ab 1982 spielte er als Offensive Tackle.

## NFL

### Baltimore / Indianapolis Colts
Hinton wurde im NFL Draft 1983 in der ersten Runde an vierter Stelle von den Denver Broncos ausgewählt. Später wurde er zusammen mit dem Quarterback Mark Herrmann und dem Erst-Rundenpick des nächsten Draftes zu den Baltimore Colts getradet. Als Gegenleistung erhielten die Broncos den topgedrafteten John Elway. In seiner ersten Saison wurde Hinton auf der Position des linken Offensive Guard eingesetzt. Er absolvierte jedes Spiel in seiner Rookiesaison. Ab 1985 wurde er als linker Tackle eingesetzt. Zwischen 1983 und 1989 absolvierte Hinton 94 Spiele für die Colts und wurde sechs Mal in den Pro Bowl gewählt.

### Atlanta Falcons
Zur Saison 1990 wechselte Hinton zu den Atlanta Falcons. In seiner ersten Saison für die Falcons wurde er als rechter Tackle eingesetzt. 1991 wurde er zum siebten Mal in den Pro Bowl gewählt. 1993 spielte er eine Saison als rechter Guard für die Falcons.

### Minnesota Vikings
Hinton wechselte zur Saison 1994 zu den Minnesota Vikings, wo er in seiner ersten Saison für die Vikings auf der Position des rechten Tackles alle 16 Saisonspiele absolvierte. In seiner zweiten Saison kam er nur auf vier Einsätze. Nach der Saison trat er vom aktiven Football zurück.

## Nach der NFL
Hinton ist Besitzer von zwei Weinfachhandelläden in Johns Creek, Georgia und Sandy Springs, Georgia.